# Répartiteur téléphonique
 (mai 2012).

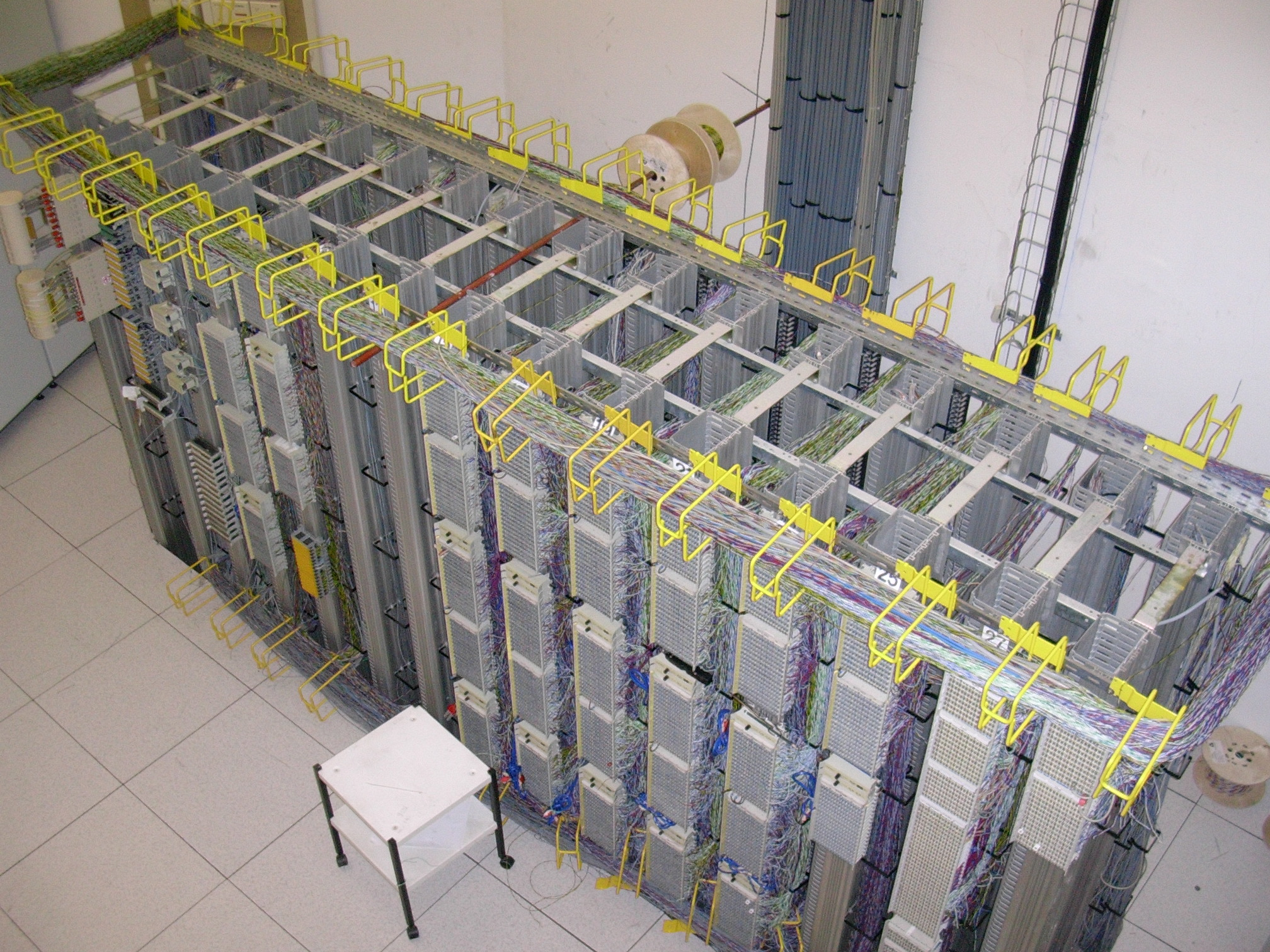
Répartiteur

Le répartiteur téléphonique est situé dans le central téléphonique (aussi appelé NRA pour nœud de raccordement abonné ou main distribution frame.) C'est l'équipement dans lequel se font toutes les connexions entre le réseau filaire desservant les clients d'un opérateur de télécommunications (la boucle locale) et les infrastructures des opérateurs (voix, données ou images).

## En pratique

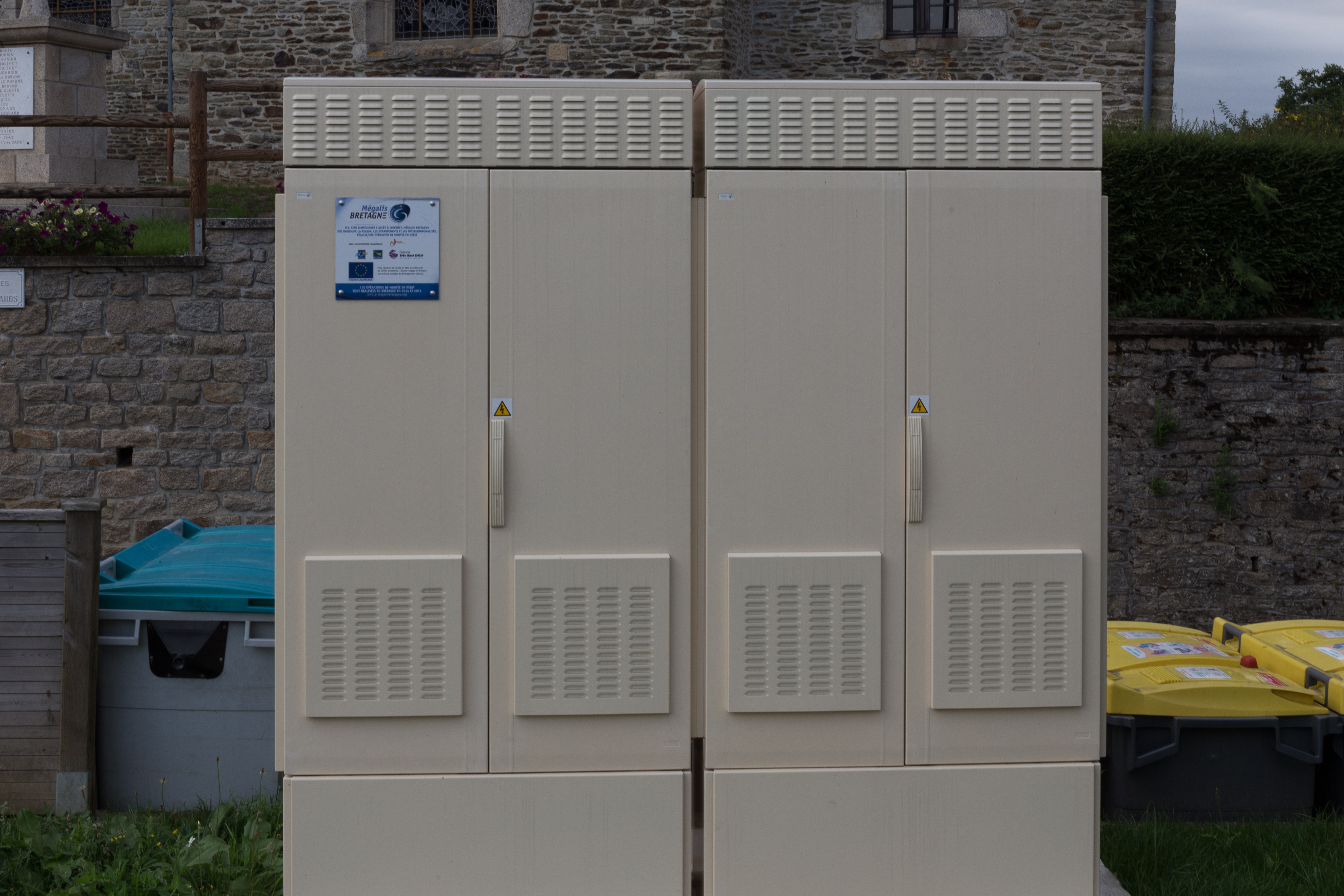
NRA-MeD implanté à Helléan dans le cadre du projet Bretagne Très Haut Débit.

Les connexions se font à l'aide de paires de fil torsadé en cuivre appelées jarretières pour un répartiteur classique ; il existe également des répartiteurs optiques.
Pour insérer les fils de cuivre et faire contact, on utilise un petit outil qui s'appelle un wrappeur ; et pour les enlever, on utilise un dewrappeur.
Il y a différentes façons d'insérer les fils, soit le wrappeur permet d'entourer le fil de cuivre avec le contact, soit plus récemment, il enfonce le fil dans le contact qui le dénude automatiquement. Les réglettes sur lesquelles on enfonce le fil et qui le dénudent automatiquement, s'appellent des réglettes à cadés, et l'outil s'appelle un cadeur.
Les répartiteurs sont des équipements situés dans les locaux de l'opérateur téléphonique, parfois en sous-sol dans les zones habitées.
- Un répartiteur est constitué de têtes verticales (TV) reliées par des câbles à tous les clients de la zone desservie (de quelques centaines pour les plus petits répartiteurs à plusieurs dizaines de milliers pour les plus gros).
- Et de  numéros d'équipement (NE) reliés au réseau. Ce sont des petits boîtiers pour la plupart composés de 128 trous dans lesquels doivent passer les jarretières avant que leurs deux fils soient enroulés autour des contacts. Ces NE sont raccordés aux équipement des divers opérateurs de communications desservant cette zone de boucle locale.

Les TV et les NE sont disposés en colonnes opposées. Le technicien qui y travaille reçoit des feuilles de travaux qui lui indiquent ce qu'il doit faire pendant la journée, notamment les connexions/déconnexions, ouvertures/fermetures de lignes, passages en ADSL, RNIS, etc.
C'est au niveau du répartiteur qu'un opérateur historique ouvre son réseau à ses concurrents pour les opérations de dégroupage. Il leur permet ainsi d'utiliser sa boucle locale en la raccordant à leurs propres réseaux moyennant des frais de location.
Il existe aussi le NRA-MeD (montée en débit), pour couvrir les zones blanches, notamment pour le multiplexage.
D'après l'Avicca, les collectivités ont à supporter la quasi-intégralité des coûts, alors que les opérateurs Internet en font publicité.

## Types de répartiteurs

### SRHD (sous-répartiteur haut débit) ou SRTHD (sous-répartiteur très haut débit)
Un sous-répartiteur haut débit est un point de raccordement d'une zone géographique au réseau principal de l'opérateur physique. Des matériels dédiés centralisent des flux spécialisés de différents protocoles (DSL en collecte ATM, DSL en collecte Ethernet par exemple).
En France, un répartiteur concentre souvent l'ensemble des connexions DSL de plusieurs départements. Chacune de ces zones géographiques est communément nommée plaque de collecte. 